# 포뮬러 원 (텔레비전 프로그램)
포뮬러 원(Formula One)은 1983년부터 1990년까지 총 307화로 방송된 뮤직비디오 프로그램으로, ARD의 3번째 프로그램(HR3, BR3, SW3 등)에 처음으로 편성됐다. 당시 주간 TV 프로그램은 독일 언론에서 최신 비디오 클립을 제공하는 유일한 프로그램이었다(동독 TV는 1983년부터 Stop!Rock에서 지역 예술가의 비디오를 보여주었다).  따라서 포뮬러 원은 특히 젊은이들 사이에서 큰 인기를 얻었으며 인지도도 높았다.
포물러 원의 전신은 Bavarian Radio의 Pop Stop 프로그램이었다. 이 프로그램은 처음에 국영 방송사에 따라 다른 요일에 세 번째 TV 프로그램에서 방송되었다. 1988년 초에 그녀는 First German Television으로 옮겨 그곳의 토요일 오후 프로그램에 참여했다. Geiselgasteig에 있는 Bavaria Film 사이트의 Studio Hall 10에서 녹음되었다.